# كارل سميث (لاعب كرة قدم)
كارل سميث (بالإنجليزية: Carl Smith)‏ (15 يناير 1979 بشفيلد في المملكة المتحدة - ) هو لاعب كرة قدم بريطاني في مركز الدفاع. لعب مع نادي بيرنلي ونادي غاينسبورو ترينيتي ووركشوب تاون ‏.

## وصلات خارجية
- كارل سميث على موقع قاعدة بيانات كرة القدم.إي يو (الإنجليزية)